# Хохлов Ігор Сергійович
І́гор Сергі́йович Хохло́в (16 січня 1933 р. — 25 липня 2007) — заслужений тренер України, суддя міжнародної категорії.

## З життєпису
Займався заснуванням аматорських секцій тенісу, згодом довгий час працював відповідальним секретарем Федерації тенісу України.
Серед його учнів — майстер спорту СРСР по тенісу Беньямінов Герман Федорович.
Похований 1 серпня 2007 року на Байковому кладовищі.

## Джерело
- Пішов з життя Ігор Хохлов[недоступне посилання]